# Sistema di equazioni di secondo grado
Mentre le equazioni di primo grado rappresentano una retta nel piano, le equazioni di secondo grado rappresentano una generica conica non degenere, (ovvero parabole, iperboli, ellissi) oppure una conica degenere (cioè un punto doppio, 2 rette coincidenti o due rette incidenti).
Un sistema di equazioni di primo grado è rappresentato da due rette che si intersecano (a meno che non siano parallele, nel qual caso il sistema non avrebbe soluzione) e le coordinate del punto in cui si intersecano sono le radici (o soluzioni) del sistema. A stretto rigore, occorre considerare anche il caso in cui il sistema è costituito da rette linearmente dipendenti, ovvero tutti i coefficienti di una sono multipli, secondo un unico scalare, degli omologhi coefficienti dell'altra; in questo caso, il sistema è indeterminato (infinite soluzioni), poiché le due espressioni lineari rappresentano la stessa retta.
Poiché il grado di un sistema è dato dal prodotto dei gradi delle equazioni che lo compongono, segue necessariamente che un sistema di questo tipo deve contenere un'equazione di primo grado (retta) e un'equazione di secondo grado (rappresentante la conica); la retta e la conica, che possono essere:
- esterne, quando la retta non incontra la conica (in questo caso non ci sono soluzioni);
- tangenti, quando la retta tocca la conica in un solo punto, detto punto di tangenza (una sola soluzione o meglio due coincidenti);
- secanti, quando la retta interseca la conica in due punti distinti (le soluzioni sono le coordinate di questi due punti);

Due casi limite non contemplati precedentemente:
1º caso)  retta e conica degenere che rappresenta la medesima retta;
2º caso)  retta e conica degenere che rappresenta due rette incidenti una delle quali coincidente con la retta con cui è a sistema);
- coincidenti, quando la retta coincide con la conica (1º caso) (le soluzioni sono infinite, sono tutti i punti della retta);
- retta strettamente contenuta nella conica, quando la retta coincide con una delle due rette rappresentate dalla conica degenere (2º caso) (le soluzioni sono infinite, sono tutti i punti della retta);

[...]
Nei casi classici (retta e conica non degenere) il numero delle soluzioni è determinato dal {\displaystyle \Delta } (delta o discriminante) dell'equazione di secondo grado risultante dal sistema delle due equazioni precedenti (previa opportuna sostituzione).
A seconda del {\displaystyle \Delta }, infatti, abbiamo tre possibili situazioni:
- {\displaystyle \Delta >0} (delta positivo): si ottengono due soluzioni reali distinte: i valori ottenuti sono le due ascisse o le due ordinate dei punti di intersezione.
- {\displaystyle \Delta =0} (delta uguale a zero): si avrà un'unica soluzione (più precisamente due soluzioni coincidenti), ovvero la retta è tangente alla conica.

il valore ottenuto è l'ascissa o l'ordinata del punto di tangenza di retta e conica.
- {\displaystyle \Delta <0} (delta negativo): in questo caso non ci sono soluzioni nell'insieme dei numeri reali {\displaystyle \mathbb {R} } (perché le soluzioni conterrebbero la radice quadrata di un numero negativo), per cui la retta non interseca la conica, né la tocca.

## Esempio
{\displaystyle {\begin{cases}y=x^{2}+3x+1\\y=2x+2\end{cases}}}
Usando il metodo di sostituzione si ottiene:
{\displaystyle x^{2}+3x+1=2x+2}
Risolvendo rispetto a {\displaystyle x} si ha::
{\displaystyle x^{2}+3x-2x+1-2=0}
{\displaystyle x^{2}+x-1=0}
Si calcoli ora il {\displaystyle \Delta }:
{\displaystyle \Delta =b^{2}-4ac=1-4\cdot 1\cdot (-1)=1+4=5}
dunque {\displaystyle \Delta >0} e pertanto si avranno due soluzioni reali distinte (le coordinate di ascissa {\displaystyle x_{1}\,,x_{2}} in cui la retta interseca la parabola). Ora si calcolano le radici dell'equazione di secondo grado:
{\displaystyle x_{1,2}={\frac {-b\pm {\sqrt {\Delta }}}{2a}}={\frac {-1\pm {\sqrt {5}}}{2}}}
{\displaystyle x_{1}={\frac {-1+{\sqrt {5}}}{2}}}
{\displaystyle x_{2}={\frac {-1-{\sqrt {5}}}{2}}}.
Sostituendo {\displaystyle x_{1}\,,x_{2}} nell'equazione della retta {\displaystyle y=2x+2} si ottengono le coordinate {\displaystyle y_{1}\,,y_{2}}:
{\displaystyle y_{1}=2\cdot \left({\frac {-1+{\sqrt {5}}}{2}}\right)+2={\sqrt {5}}+1}
{\displaystyle y_{2}=2\cdot \left({\frac {-1-{\sqrt {5}}}{2}}\right)+2=-{\sqrt {5}}+1}
Le soluzioni del sistema sono le coppie di coordinate:
{\displaystyle \left({\frac {-1+{\sqrt {5}}}{2}},{\sqrt {5}}+1\right)}
{\displaystyle \left({\frac {-1-{\sqrt {5}}}{2}},-{\sqrt {5}}+1\right)}